# 꽃뱀 (범죄)
꽃뱀은 다른 이성에게 의도적으로 접근하여 몸을 맡기고 금품을 우려내는 행위를 속되게 이르는 말이다. 장정구가 겪은 일처럼, 결혼을 한 뒤 재산을 전부 빼돌리고 나서 이혼하고 도망치는 것 역시 꽃뱀에 해당된다.
꽃뱀은 법률상 사기죄에 해당된다.